# Conde de Alcântara
- João José de Alcântara[1][2]

## Título Antigo
- Rudolf von Stillfried-Rattonitz[carece de fontes?]